# Lucien De Vestel
Lucien De Vestel (Elsene, 26 januari 1902 - Brussel, 21 augustus 1967) was een Belgisch architect. Hij was betrokken bij heel wat grote openbare bouwprojecten in het Brusselse en paste daarbij de principes van het functionalisme toe.
De Vestel volgde een opleiding aan de Koninklijke Academie voor Schone Kunsten van Brussel. Vervolgens werd hij assistent in de vakgroep architectuur van de Université libre de Bruxelles.
Samen met Henri Lacoste ontwierp hij het Belgisch paviljoen voor de internationale koloniale tentoonstelling van Parijs van 1931. Samen ontwierpen ze ook tussen 1930 en 1932 het Crematorium van Ukkel.  Na 1933 ontwierp De Vestel ook de nieuwe moderne vleugels van het Museum voor Natuurwetenschappen, een project opgezet door de Belgische regering als tewerkstellingsproject na de grote depressie van de jaren dertig.
In 1947 werkte hij met Victor Bourgeois en Louis Herman De Koninck aan een modelwoning voor de Belgische afdeling van de Exposition internationale de l'Urbanisme et de l'Habitation in Parijs.
De Vestel ontwierp vanaf eind jaren vijftig de basisplannen van het Berlaymontgebouw dat van 1963 tot 1969 te Brussel aan de rand van de Leopoldswijk werd gebouwd voor de Europese Commissie. Bij de uitwerking kreeg hij de steun van de broers André en Jean Polak en van Jean Gilson.
Zijn ontwerpplannen en documenten zijn bewaard en gearchiveerd in de Archieven en Museum van Moderne Architectuur.
- Union List of Artist Names: 500238652
- Virtual International Authority File: 173672140